# Weeraketiya
Weeraketiya (en singhalais : වීරකැටිය) est une petite ville du district de Hambantota, dans la province du sud du Sri Lanka.

## Histoire
Pendant l'ère du Ceylan britannique, le domaine St. Joseph a été établi pour produire des tomates et des noix de coco. 
En 1969, les Allemands ont financé l'installation d'émetteurs de 50 kilowatts à ondes moyennes à Maho et à Weeraketiya.

## Personnalités liées à la ville
- Mahinda Rajapaksa, 6e président du Sri Lanka de 2019 à 2022, est né dans cette ville.
- Gotabaya Rajapaksa, 8e président du Sri Lanka, frère de Mahinda, est né dans cette ville.